# Менедем з Еретрії
Менедем з Еретрії (дав.-гр. Μενέδημος; 345/4 до н. е. — 265 до н. е.) — давньогрецький філософ, засновник еретрійської школи, походженням з Еретрії. Вивчав філософію спочатку в Афінах, потім у Стільпона та Федона. Твори Менедема не збереглися, крім кількох зауважень у наступних письменників.
Про його філософські погляди є уривчасті відомості. Афіней, цитуючи Епікрата, вважає, що Менедем був платоніком, але за іншими відомостями він віддавав перевагу Стільпону. Згідно з Діогеном Лаертським, Менедем вважав благо за корисність, заперечував цінність негативних суджень, оскільки тільки афірмації висловлюють істину. В етиці, за свідченнями Плутарха та Цицерона, він високо цінував чесноту. Цицерон також повідомляє, що Менедем був послідовником мегарської школи. Діоген говорить, що Менедем не залишив творів, і Елідо-еретрійська школа незабаром припинила своє скромне існування.